# Казахська абетка
Для казахської мови використовують три абетки: кириличну, латинську та арабську. Кириличну використовують передусім у Казахстані, Росії та Монголії; арабську — в деяких регіонах КНР, Ірану та Афганістану. Латинка поширена серед казахської діаспори в країнах Заходу та в Туреччині. Крім того перехід на латинську абетку у Казахстані було анонсовано у жовтні 2017 року, а остаточний варіант латинської абетки було затверджено 28 січня 2021 року.

## Використання
Станом на початок 2018 року основною абеткою для казахської мови в Республіці Казахстан є кирилиця. Її офіційно використовують також у Баян-Улегейському аймаку Монголії і в Республіці Алтай (Росія), де казахська мова має офіційний статус. Крім того кирилицю використовує корінне казахське населення сусідніх регіонів Киргизстану, Туркменістану та Узбекистану, а також діаспора в інших пострадянських країнах. 19 лютого 2018 року президент Казахстану Нурсултан Назарбаєв затвердив нову латинську абетку, якою планують поступово замінити кирилицю до 2025 року.
В Китайській Народній Республіці, де казахська мова має офіційний статус на Північному заході країни (в Ілі-Казахській автономній області) на письмі використовують арабицю, що була традиційним казахським письмом до 1927 року. Крім того арабицю використовує казахська діаспора Афганістану, Ірану та Пакистану.
Ще до планованого переходу на латинку, в Туреччині, США та країнах Західної Європи казахська діаспора використовувала абетку на основі турецької. Іноді в країнах Західної Європи та Північної Америки трапляються й інші варіанти латинки.

## Офіційні абетки

### Кирилиця
Казахська кирилична абетка — абетка казахської мови, що використовується у Казахстані та Монголії. Вона була розроблена вченим-тюркологом Сарсеном Аманжоловичом Аманжоловим і прийнята 1940 року.
Складається з 42 букв: 33 букви, що є присутні у російській абетці і 9 спеціальних казахських кириличних букв Ә, Ғ, Қ, Ң, Ө, Ұ (До 1957 замість цієї букви використовували Ӯӯ), Ү, Һ, І. Спочатку ці казахські букви ставилися у кінець алфавіту, але згодом їх розташували після співзвучних букв російської абетки.
Букви В, Ё (з 1957), ф, Х, Һ, Ц, Ч, Щ, Ъ, Ь, Э в суто казахських словах не використовуються. Букви Ё, Ц, Ч, Щ, Ъ, Ь, Э використовуються лише у запозичених або частково запозичених з російської мови словах і пишуться відповідно до російської орфографії. Літера Х у розмовній мові вимовляється як українське К. Літера Е спочатку слова вимовляється як дифтонг [ʲe]. Э завжди вимовляється як українське Е. Літера О спочатку слова може вимовлятися як дифтонг [ʷo]. Букви І і Ы звучать наближено до старослов'янських Ь и Ъ (до падіння редукованих). Літера И звучить як псевдодифтонги ЫЙ, ІЙ. Літера У позначає нескладовий звук (подібно до білоруської Ў), а також псевдодифтонги ҰУ, ҮУ, ЫУ, ІУ. Літера Щ вимовляється як подвоєна Ш.
| А а | Ә ә | Б б | В в | Г г | Ғ ғ | Д д | Е е | Ё ё |
| Ж ж | З з | И и | Й й | К к | Қ қ | Л л | М м | Н н |
| Ң ң | О о | Ө ө | П п | Р р | С с | Т т | У у | Ұ ұ |
| Ү ү | Ф ф | Х х | Һ һ | Ц ц | Ч ч | Ш ш | Щ щ | Ъ ъ |
| Ы ы | І і | Ь ь | Э э | Ю ю | Я я |     |     |     |

Такі букви позначають пари голосних переднього і заднього ряду (що відповідно називаються «м'які» та «тверді» і «вузькі» або «широкі»):
- Ә — А
- Ө — О
- Ү — Ұ
- І — Ы

В арабо-перських запозиченнях є також протиставлення Ә — А.
Оскільки наголос у казахській мові завжди стоїть на останньому складі, то на письмі він узагалі не відображається.

#### Кодування
Набір казахського тексту на клавіатурі до недавнього часу (до поширення операційних систем і текстових редакторів з підтримкою юнікоду) був досить громіздким через проблеми з 8-бітним кодуванням, що не підтримувалися на рівні системи і відсутності стандартних комп'ютерних шрифтів. У зв'язку з цим було запропоновано більше, ніж 20 різних варіантів кодування казахської кирилиці.
Були прийняті відповідні державні стандарти 8-бітних (однобайтових) кодувань: СТ РК 920-91 для DOS (модифікації однобайтової кодової сторінки CP866) і СТ РК 1048—2002 для Microsoft Windows (модифікація однобайтової кодової сторінки CP1251). Останній стандарт був затверджений лише 2002 року, і, звісно, з запізненням. Деякі інтернет-ресурси, зокрема державне інформаційне агентство «ҚазАқпарат» використовували до недавнього часу кодування цього стандарту. Тепере повсюдно використовується кодування UTF-8.

#### Розкладка клавіатури

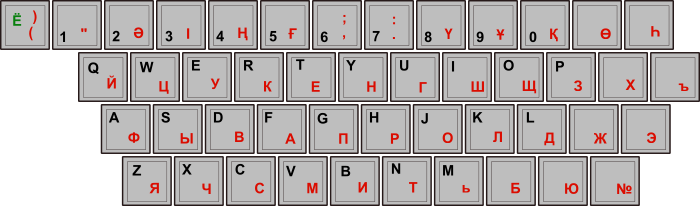
Стандартна казахська розкладка клавіатури (літера Ё при необхідності набирається в російській розкладці).

Казахська клавіатурна розкладка була створена на основі російської машинописної розкладки і затверджена стандартом РСТ КазССР 903-90. Вона постачається з операційними системами, що підтримують юнікод: Windows NT з версії 5.0 та GNU/Linux.
Специфічні казахські букви розташовані на місці основного цифрового діапазону. Для вводу цифр і символів /, *, -, + використовується допоміжна цифрова клавіатура. Внаслідок цього у стандартній розкладці не знайшлося місця для ряду поширених небуквенних символів, а також літери Ё — для її набору використовують російську розкладку клавіатури.

### Арабиця
Арабська абетка містить 29 і один знак (ٴ) — тобто «верхня гамза», що використовується на початку слова (крім слів, які починаються з Г і К, які сполучаються лише з «м'якими голосними») для позначення «м'яких» (вузьких) голосних у всьому слові (явище сингармонізму у тюркських мовах). Накреслення на основі арабського алфавіту перського стилю. Напрямок письма справа наліво.
Почав використовуватися на території Казахстану для запису тюркських текстів з X століття в період правління Караханідів.
Довший час це письмо залишалося консонантним, тобто таким, що записує лише приголосні звуки. У 1924 році була реформована з ціллю правильної передачі казахських голосних і урахуванням казахської фонетики. Проєкт був розроблений Ахметом Байтурсиновим, і був ним названий «Төте жазу» — ясна писемність (нова орфографія). У 1929 році замінений латиницею яналіф.
В наш час використовується казахами (а також з деякими національними відмінностями уйгурами та киргизами) у Китаї, Афганістані, Ірані, Пакистані та інших країнах Близького Сходу, які використовують арабську графіку.
Таблиця форм казахської арабиці
| окремо | початок | середина | кінець | назва                      | кирилиця |
| ------ | ------- | -------- | ------ | -------------------------- | -------- |
| ا      |         |          | ﺎ      | әліп                       | а        |
| ٵ 0675 |         |          | ﺎ      | һәмзә-әліп                 | ә        |
| ب      | ﺑ       | ﺒ        | ﺐ      | ба                         | б        |
| ۆ 06C6 |         |          | ﯚ FBDA | уе                         | в        |
| گ FB92 | ﮔ FB94  | ﮕ FB95   | ﮓ FB93 | гәф                        | г        |
| ع      | ﻋ       | ﻌ        | ﻊ      | аин                        | ғ        |
| د      |         |          | ﺪ      | дәл                        | д        |
| ە 06D5 |         |          | ﻪ      | ае                         | е        |
|        |         |          |        |                            | ё        |
| ج      | ﺟ       | ﺠ        | ﺞ      | жим                        | ж        |
| ز      |         |          | ﺰ      | заин                       | з        |
| ي      | ﻳ       | ﻴ        | ﻲ      | я екі нұқат                | и        |
| ي      | ﻳ       | ﻴ        | ﻲ      | я екі нұқат                | й        |
| ك      | ﻛ       | ﻜ        | ﻚ      | кәф                        | к        |
| ق      | ﻗ       | ﻘ        | ﻖ      | қаф                        | қ        |
| ل      | ﻟ       | ﻠ        | ﻞ      | ләм                        | л        |
| م      | ﻣ       | ﻤ        | ﻢ      | мим                        | м        |
| ن      | ﻧ       | ﻨ        | ﻦ      | нун                        | н        |
| ڭ 06AD | ﯕ FBD5  | ﯖ FBD6   | ﯔ FBD4 | еңге / кәф үш нұқат        | ң        |
| و      |         |          | ﻮ      | уау                        | о        |
| ٶ 0676 |         |          | ٴو     | һәмзә-уау                  | ө        |
| پ FB56 | ﭘ FB58  | ﭙ FB59   | ﭗ FB57 | па                         | п        |
| ر      |         |          | ﺮ      | ра                         | р        |
| س      | ﺳ       | ﺴ        | ﺲ      | син                        | с        |
| ت      | ﺗ       | ﺘ        | ﺖ      | та                         | т        |
| ۋ 06CB |         |          | ﯟ FBDF | уа / уау үш нұқат          | у        |
| ۇ FBD7 |         |          | ﯘ FBD8 | дамма-уа /дамма-уау        | ұ        |
| ٷ 0677 |         |          | ﯘ FBD8 | һәмзә-уа / һәмзә-дамма-уау | ү        |
| ف      | ﻓ       | ﻔ        | ﻒ      | фа                         | ф        |
| ح      | ﺣ       | ﺤ        | ﺢ      | ха                         | х        |
| ھ      | ﮬ       | ﻬ        |        | һә                         | һ        |
| چ FB7A | ﭼ FB7C  | ﭽ FB7D   | ﭻ FB7B | ча                         | ч        |
| ش      | ﺷ       | ﺸ        | ﺶ      | шин                        | ш        |
|        |         |          |        |                            | щ        |
|        |         |          |        |                            | ъ        |
| ﯼ      | ﯨ FBE8  | ﯩ FBE9   | ﯽ      | я                          | ы        |
| ٸ 0678 | ﯨ FBE8  | ﯩ FBE9   | ﯽ      | һәмзә-я                    | і        |
|        |         |          |        |                            | ь        |
|        |         |          |        |                            | э        |
| ۉ 06C9 |         |          |        |                            | ю        |
|        |         |          |        |                            | я        |
| ٴ 0674 |         |          |        | һәмзә                      |          |
| ﻻ      |         |          | ﻼ      | ләм-әліп                   | ла       |

## Новітній перехід на латинку
26 жовтня 2017 року президент Казахстану Нурсултан Назарбаев підписав указ про перехід абетки казахської мови з кирилиці на латиницю до 2025 року. Затверджений варіант абетки складався з 32 букв, однак у ньому широко використовувалися апострофи, що ускладнювало читання й письмо.
Новий варіант латиниці було затверджено 19 лютого 2018 року. На відміну від попереднього, в ньому використовують букви з діакритиком (гострим наголосом) — Á á, Ǵ ǵ, Ń ń, Ó ó, Ú ú, Ý ý, два диграфи Ch ch, Sh sh, а також турецьку літеру I ı.
28 січня 2021 року прем'єр-міністр Казахстану Аскар Мамін провів засідання Національної комісії з переводу абетки казахської мови на латинку, де було представлено нову (третю) версію латинки. Відповідно до заяви комісії, її було обрано з-поміж більш ніж 40 варіантів. Для позначення додаткових літер вживаються надрядковий діакритичні знаки — умлаут, макрон, бревіс, тильда та підрядковий — седиль.
Поетапний перехід на нову абетку планується з 2023 по 2031 роки.

#### Казахськалатинка(варіант2021року)
| A a | Ä ä | B b | D d | E e | F f | G g | Ğ ğ | H h |
| İ i | I ı | J j | K k | L l | M m | N n | Ŋ ŋ | O o |
| Ö ö | P p | Q q | R r | S s | Ş ş | T t | U u | Ū ū |
| Ü ü | V v | Y y | Z z |     |     |     |     |     |

#### Казахськалатинка(варіант2018року)
| A a | Á á | B b | D d | E e | F f   | G g   | Ǵ ǵ | H h |
| I i | I ı | J j | K k | L l | M m   | N n   | Ń ń | O o |
| О́ ó | P p | Q q | R r | S s | T t   | U u   | Ú ú | V v |
|     |     | Y y | Ý ý | Z z | Sh sh | Ch ch |     |     |

| Кирилиця | Латиниця |
| -------- | -------- |
| А а      | A a      |
| Ә ә      | Ä ä      |
| Б б      | B b      |
| В в      | V v      |
| Г г      | G g      |
| Ғ ғ      | Ğ ğ      |
| Д д      | D d      |
| Е е      | E e      |
| Ё ё      | -        |
| Ж ж      | J j      |
| З з      | Z z      |
| И и      | I ı      |
| Й й      | I ı      |
| К к      | K k      |
| Қ қ      | Q q      |
| Л л      | L l      |
| М м      | M m      |
| Н н      | N n      |
| Ң ң      | Ŋ ŋ      |
| О о      | O o      |
| Ө ө      | Ö ö      |
| П п      | P p      |
| Р р      | R r      |
| С с      | S s      |
| Т т      | T t      |
| У у      | U u      |
| Ұ ұ      | U u      |
| Ү ү      | Ü ü      |
| Ф ф      | F f      |
| Х х      | H h      |
| Һ һ      | H h      |
| Ц ц      | -        |
| Ч ч      | Ch ch    |
| Ш ш      | Sh sh    |
| Щ щ      | -        |
| Ъ ъ      | -        |
| Ы ы      | Y y      |
| І і      | I ı      |
| Ь ь      | -        |
| Э э      | -        |
| Ю ю      | -        |
| Я я      | -        |

## Історичні абетки

### Абетки доказахського часу

#### Іссиська писемність
Іссиська писемність представлена декількома пам'ятками, з яких найдавніша — напис на срібній чаші із кургана Іссик (звідси і назва), в якому була похована Золота людина. Ця писемність ще не є дешифрованою.

#### Руниця

Слово Тенгрі, написане орхонською писемністю

Орхоно-єнісейська абетка, що інколи називають рунічною через подібність із германськими рунами (деякі руни збігаються, маючи подібне фонетичне значення), використовувалася на території Казахстану у V—X століттях тюркськими племенами, що згодом врешті ввійшли у казахський етнос. До часу монгольського XII століття «руниця» була витіснена арабицею.

## Порівняння кириличної і арабської абеток

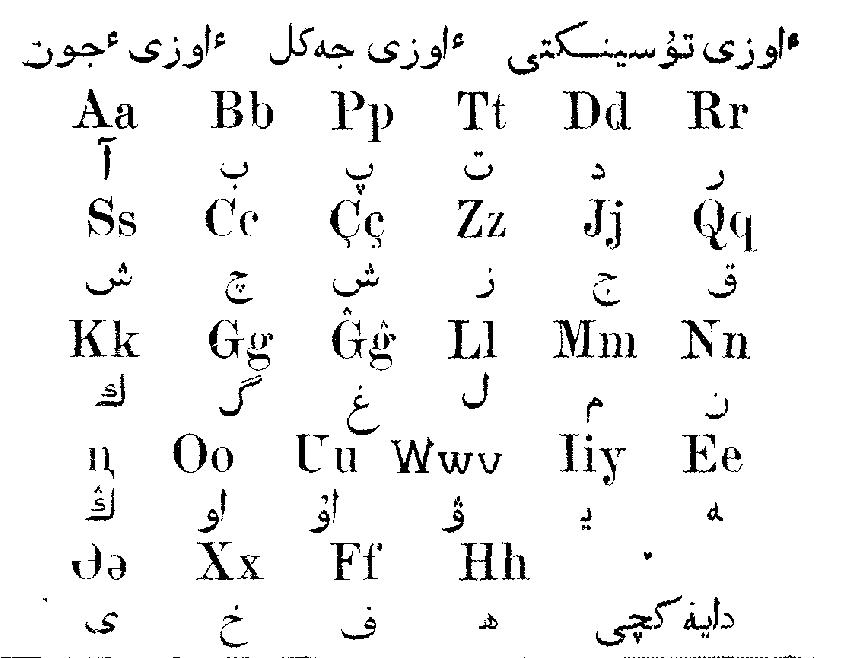
Перший казахський латинізований алфавіт з граматки 1924 року і його відповідність з арабським алфавітом

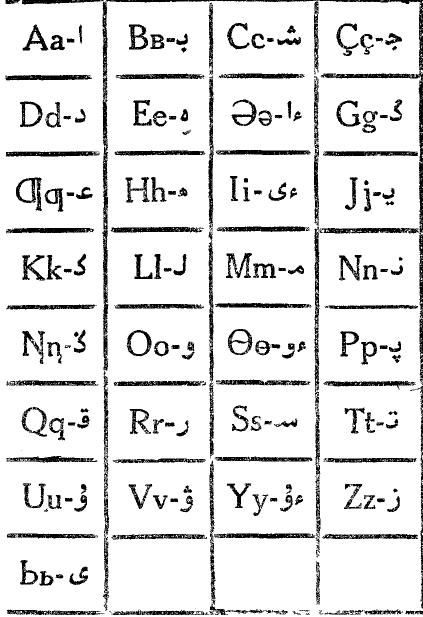
Казахський латинізований алфавіт з граматки 1931 року і його відповідність з арабським алфавітом

Порівняльна таблиця абеток
| Кирилиця | Місіонерська кирилиця | Латиниця Яналіф | Латиниця піньїнь | Транскрипція МФА           |
| -------- | --------------------- | --------------- | ---------------- | -------------------------- |
| Аa       | Аa                    | Aa              | Аa               | /a/                        |
| Әә       | Аa                    | Əə              | Əə               | /æ/                        |
| Бб       | Бб                    | Bʙ              | Bb               | /b/                        |
| Вв       | Уу                    | Vv              | Vv               | /v/                        |
| Гг       | Гг                    | Gg              | Gg               | /ɡ/                        |
| Ғғ       | Гг                    | Ƣƣ              | Ƣƣ               | /ɣ/                        |
| Дд       | Дд                    | Dd              | Dd               | /d/                        |
| Ее       | Ее                    | Ее              | Êê               | /e/, /je/                  |
| Ёё       | Йо йо                 |                 |                  | /jo/, /jø/                 |
| Жж       | Жж                    | Çç              | Jj               | /ʒ/                        |
| Зз       | Зз                    | Zz              | Zz               | /z/                        |
| Ии       | Ии                    |                 | Yy               | /ɯj/, /ɪj/                 |
| Йй       | Йй                    | Jj              | Yy               | /j/                        |
| Кк       | Кк                    | Kk              | Kk               | /k/                        |
| Ққ       | Кк                    | Qq              | Ⱪⱪ               | /q/                        |
| Лл       | Лл                    | Lʟ              | Ll               | /l/                        |
| Мм       | Мм                    | Mm              | Mm               | /m/                        |
| Нн       | Нн                    | Nn              | Nn               | /n/                        |
| Ңң       | Ҥҥ                    | Ꞑꞑ              | Ng ng            | /ŋ/                        |
| Оо       | Оо                    | Оо              | Oo               | /o/, /o/                   |
| Өө       | Ӧӧ                    | Ɵɵ              | Ɵɵ               | /ø/                        |
| Пп       | Пп                    | Pp              | Pp               | /p/                        |
| Рр       | Рр                    | Rr              | Rr               | /r/                        |
| Сс       | Сс                    | Ss              | Ss               | /s/                        |
| Тт       | Тт                    | Тт              | Tt               | /t/                        |
| Уу       | Уу                    | Vv              | Ww               | /w, /ɤw/, /yw/, /ɯw/, /ɪw/ |
| Ұұ       | Уу                    | Uu              | Uu               | /ɤ/                        |
| Үү       | Ӱӱ                    | Yy              | Üü               | /y/                        |
| Фф       |                       | Ff              | Ff               | /f/                        |
| Хх       | Хх                    | Hh              | Hh               | /x/                        |
| Һһ       | Хх                    |                 | Ⱨⱨ               | /h/                        |
| Цц       | Тс тс                 |                 |                  | /ʦ/                        |
| Чч       | Тш тш                 |                 | Qq               | /ʧ/                        |
| Шш       | Шш                    | Cc              | Xx               | /ʃ/                        |
| Щщ       | Шш шш                 |                 |                  | /ʃʃ/                       |
| Ъъ       |                       |                 |                  |                            |
| Ыы       | Ыы                    | Ƅƅ              | Ee               | /ɯ/                        |
| Іі       | Ии                    | Ii              | Ii               | /ɪ/                        |
| Ьь       |                       |                 |                  |                            |
| Ээ       | Ее                    |                 |                  | /e/                        |
| Юю       | Йу йу                 |                 |                  | /jɤ/, /jy/                 |
| Яя       | Йа йа                 |                 |                  | /ja, /jæ/                  |